# Руси (Беневенто)
Руси је насеље у Италији у округу Беневенто, региону Кампанија.
Према процени из 2011. у насељу је живело 57 становника. Насеље се налази на надморској висини од 206 м.